# جيم ميركل
جيم ميركل (بالإنجليزية: Jim Merkel)‏ هو كاتب أمريكي، ولد في 1957.